# Mađarska koalicija
Mađarska koalicija (mađ.: Magyar Koalíció, kratica: MK, srp.: Мађарска Коалиција, kratica: МК)) je politička koalicija triju političkih stranaka vojvođanskih Mađara: Saveza vojvođanskih Mađara, Demokratske stranke vojvođanskih Mađara i Demokratske zajednice vojvođanskih Mađara.
Čelnik je István Pásztor.

## Politički ciljevi
Mađarska koalicija se zalaže za stvaranje autonomne multietničke regije u sjevernoj Srbiji, u autonomnoj pokrajini Vojvodini (vidi: Mađarska regionalna samouprava). U tu regiju bi ušle općine s mađarskom većinom: Kanjiža, Senta, Ada, Bačka Topola, Mali Iđoš, Čoka kao i općine i gradovi miješanog narodnosnog sastava Subotica i Bečej te općina Novi Kneževac u kojem većinu čine Srbi. Sjedište ove autonomne regije bi bila Subotica.

## Izborni rezultati

### Državni izbori
Na parlamentarnim izborima 2008. je osvojila 4 zastupnička mjesta u srbijanskoj Skupštini. Na ovim izborima je imala potporu Demokratske zajednice Hrvata. Zastupnici MK koji su ušli u Skupštinu su Elvira Kovács, Árpád Fremont, László Varga i Bálint Pásztor.

### Pokrajinski izbori
Na vojvođanskim izborima 2008. je osvojila 7% glasova u 1. krugu.

### Lokalni izbori
Na lokalnim izborima 2008. je osvojila većinu u Kanjiži (50,91%), relativnu većinu u Senti (31,87%), Bačkoj Topoli (46,25%), Malom Iđošu (37,18%) i Bečeju (29,63%).
U općinama Čoka i Ada je bila druga po izbornim rezultatima, iza Demokratske stranke. U Čoki je DS dobila 29,08% glasova, a MK 24,47%, a u Adi je koalicija predvođena DS-om dobila 29,25% glasova, a MK 25,70%.
U nacionalno mješovitoj Subotici, MK je bila druga po izbornim rezultatima, iza koalicije koju je predvodila DS. DS-ova koalicija je dobila 40,16% glasova, a MK 29,63%. 
U općini Novi Kneževac, gdje su Srbi većina, MK je treća po izbornim rezultatima. MK je dobila 17,63% glasova, a najviše je dobila DS-ova koalicija s 27,18%, a slijedila je Srpska radikalna stranka s 22,46%.

## Vanjske poveznice
- (mađ.) Službene stranice  Arhivirana inačica izvorne stranice od 27. svibnja 2008. (Wayback Machine)
- (srp.) Službene stranice  Arhivirana inačica izvorne stranice od 18. svibnja 2008. (Wayback Machine)